# Тараканівка (Бурятія)
Тараканівка (рос. Таракановка) — село Кабанського району, Бурятії Росії. Входить до складу Сільського поселення Брянське.
Населення — 157 осіб (2015 рік).
Перша писемна згадка про село походить з 1740 року.